# Linh dương thân bạc
Linh dương thân bạc (danh pháp hai phần: Cephalophus jentinki) là một loài động vật có vú trong họ Bovidae, bộ Artiodactyla. Loài này được Thomas mô tả năm 1892.

## Hình ảnh

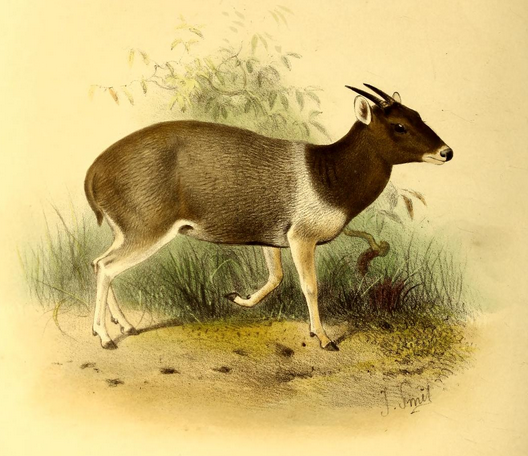
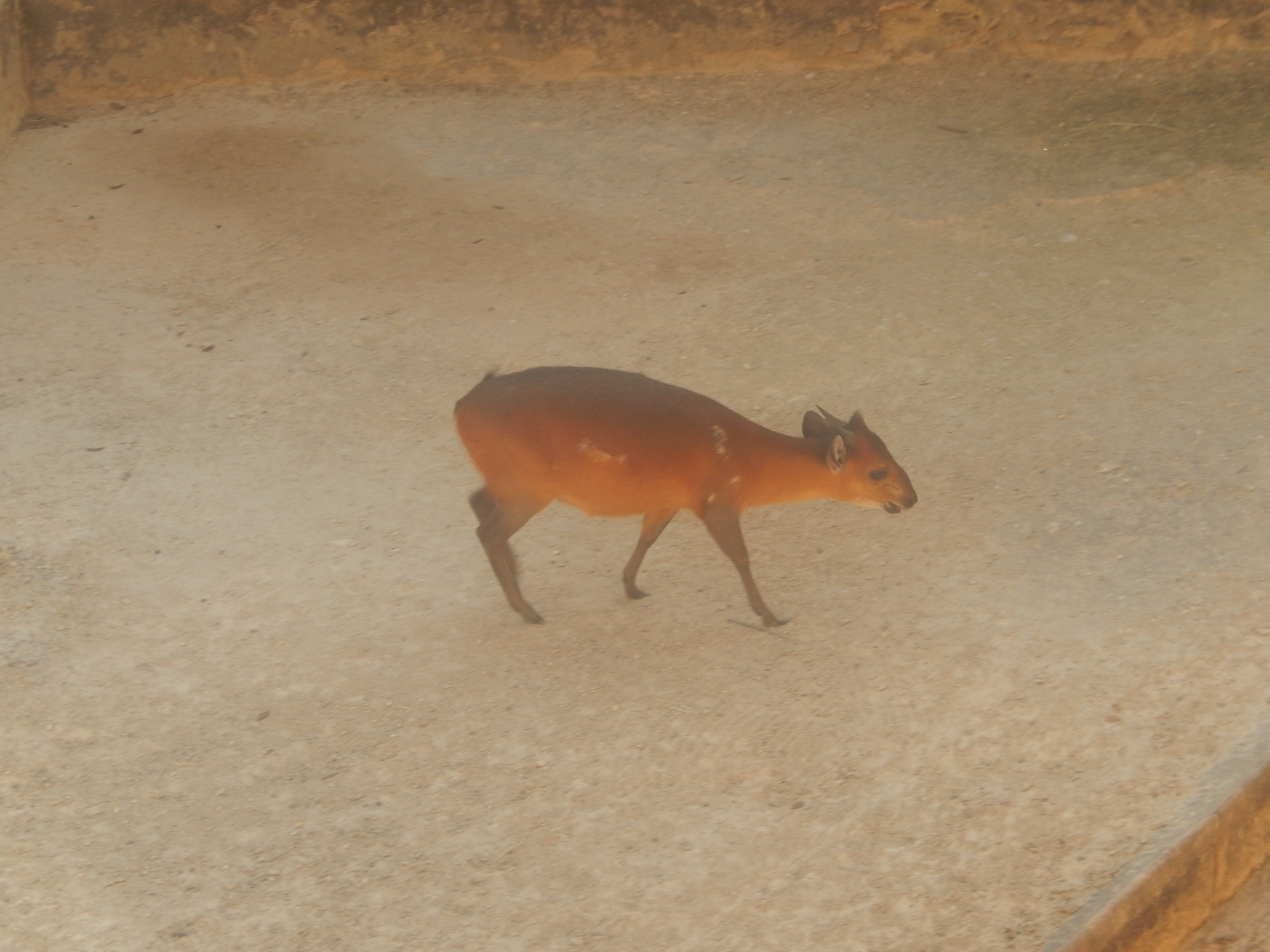